# Політичні партії Бельгії

## Політичні партіїБельгії
«Агалев» (Agalev - Anders Gaan Leven). Рух фламандських екологістів. Заснований у 1982 році. Найвищий орган - з'їзд, який обирає Бюро в складі 50 членів і Виконавчий комітет у складі 10 осіб. 
Демократичний фронт франкофонів — ДФФ (Front Democratique des Francophones - FDF). Партія. Заснована в 1964 році. 
Національний фронт — НФ (Front National - FN). Партія французьких націоналістів. Заснована в 1988 році. 
Реформістська ліберальна партія - РЛП (Parti Reformateur Liberal - PRL). Створена в травні-червні 1979 року в результаті об'єднання Валлонської партії реформ і свободи (утворена в 1976 році в результаті злиття валлонського крила Партії свободи і прогресу з правим угрупованням, яке відокремилось від Валлонського об'єднання) та брюссельської Ліберальної партії (заснована в 1973 році на базі брюссельської федерації Партії свободи і прогресу). Налічує близько 50 тис. членів. 
Соціалістична партія (франкофони) — СП (фл.) (Parti Socialiste - PS). Франкофонська партія, яка об'єднує соціалістів Валлонії і Брюсселя. Відокремилась у жовтні 1978 року від фламандської Соціалістичної партії, разом з якою становить Бельгійську соціалістичну партію, засновану в 1885 році. Входить до Соціалістичного інтернаціоналу. Керівний орган у період між з'їздами - Політичне бюро. Налічує 150 тис. членів. Видає газету «Журналь е ендепанданс - пепль» (Journal et Independence - Le Peuple). 
Соціально-християнська партія — СХП (Parti Social Chretien - PSC). Утворилась у 1969 році в результаті розколу партії під такою ж назвою, заснованої у 1830 році, яка до 1945 року називалась Католицька партія. Налічує 40 тис. членів. Позицію партії відображає газета «Лібр Бельжік» (La Libre Belgigue). 
Фламандські ліберали і демократи — ФЛД. Утворена 15 листопада 1992 року на базі Партії свободи і прогресу, розпущеної 12 листопада 1992 року. Згідно з статутом, лідер партії так, як і керівні органи всіх рівнів, обирається не делегатами на з'їзді, а всіма членами партії. 
Фламандський блок — ФБ (Vlaams Blok). Фламандська націоналістична партія. Заснована в 1979 році шляхом злиття двох угруповань: "Флаамсе фолькпартай" і "Флаамс національ партай". 
Християнська народна партія — ХНП (Christelijke Volkspartij - CVP). Утворилась у 1969 році в результаті розколу Соціально-християнської партії, заснованої в 1830 році. Налічує 186 тис. членів. 
Еколо (Ecolo). Рух фламандських (валлонських) екологістів. Заснований у 1982 році. Голови немає. Керівний орган - Федеральний секретаріат, який складається з 9 федеральних секретарів.

## Профспілкові об'єднання
Загальна федерація праці Бельгії - ЗФПБ (Federation Generale du Travail de Belgique - FGTB); (Algemeen Belgisch Vakverbond - ABV). Створена в 1945 році. Об'єднує 7 галузевих профспілок, 3 міжрегіональні організації і 21 регіональну організацію. Налічує 1 млн членів (станом на 2000 рік). Входить до Міжнародної конфедерації вільних профспілок (МКВП) та Європейської конфедерації профспілок (ЄКП). Друкований орган - тижневик "Сендіка" (Syndicats) французькою мовою, нідерландською мовою - "Веркер" (De Werker). 
Конфедерація християнських профспілок - КХП (Confederation des Syndicats Chretiens - CSC; Algemeen Christelijk Vakverbond - ACV). Створена в 1912 році. Об'єднує 17 галузевих профспілок. Налічує понад 1,5 млн членів (станом на 1993 рік). Входить до Всесвітньої конфедерації праці (ВКП).